# باکتری

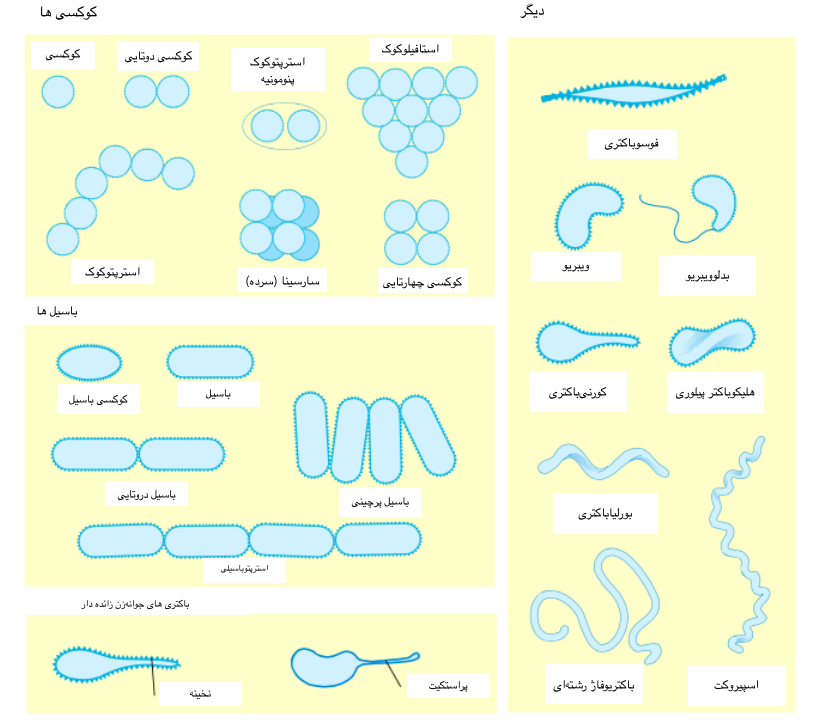
دسته‌بندی انواع باکتری‌ها

باکتری‌ها (به فرانسوی: Bactéries) دامنه‌ای از پروکاریوتها هستند. این جانداران که عمدتاً اندازه‌ای در حد چند میکرون دارند از جمله اولین جانداران پدید آمده بر روی کره زمین هستند. این جانداران ساده از متنوع‌ترین و مهم‌ترین میکروارگانیسمها به‌شمار می‌روند.

ساختار سلول پروکاریوتی باکتری.

باکتری‌ها در سطح وسیعی با جانوران، گیاهان، قارچها و آغازیان رابطهٔ هم‌زیستی دارند، به‌طوری که بدون فعالیت آن‌ها، حیات به شکل کنونی بر روی زمین مختل می‌گردد. باکتری‌ها نقش حیاتی در چرخه‌های مواد غذایی دارند و بسیاری از مراحل این چرخه‌ها همچون تثبیت نیتروژن از جو زمین، تجزیهٔ پروتئینها به روش زیستی، تجزیهٔ اجساد و بقایای جانداران و فرایند گندیدگی به آن‌ها وابسته است. باکتری‌های موجود در جمعیت‌های زندهٔ اطراف چشمه‌های آب‌گرم مواد غذایی لازم برای حفظ حیات را با تبدیل مواد محلولی همچون سولفید هیدروژن (H2S)و متان، فراهم می‌کنند. باکتری‌ها به دو دستهٔ اتوتروف و هتروتروف تقسیم می‌شوند. باکتری‌ها از نظر ظاهری به سه دستهٔ کروی، میله‌ای و مارپیچ تقسیم می‌شوند. همچنین از نظر رشد در درجه حرارت اپتیمم، به سه دستهٔ سرمادوست، میانه‌دوست، گرمادوست هم تقسیم می‌شوند.
باکتری‌ها در مقایسه با یوکاریوتها ساختمان ساده‌ای دارند. بسیاری از باکتری‌ها همچنان ناشناخته باقی مانده‌اند اما جهت بررسی‌های علمی می‌توان برخی از آن‌ها را در آزمایشگاه کشت داد و این مسئله به میکروب‌شناسان کمک بسیاری کرده است. ساده‌ترین تولیدمثل غیرجنسی با استفاده از هاگ (تقسیم دوتایی)، در باکتری‌ها دیده می‌شود. در تقسیم دوتایی، باکتری مادر در صورت وجود شرایط مناسب به دو باکتری خواهر تقسیم می‌شود. برخی از باکتری‌ها برای حفاظت از خود در شرایط نامساعد محیطی مانند کمبود کربن، نیتروژن، فسفر و غذا، پوششی ضخیم به دور خود ایجاد می‌کنند که اسپور یا هاگ باکتری نامیده می‌شود که به ترتیب شامل ۱-هسته ۲-غشا داخلی ۳-دیواره ۴-کورتکس ۵-غشا خارجی ۶-پوشش ۷-اگزوسپوریوم است. در مجموع درصد کمی از باکتری‌ها بیماری‌زا بوده و بیماری‌های عفونی شامل وبا، سیفیلیس، سیاه‌زخم، جذام، طاعون، سینه پهلو و سل را سبب می‌گردند. بیماری‌های کشنده باکتریایی همچون سل سالانه به ویژه در آفریقای سیاه سبب دو میلیون مرگ می‌گردد. امروزه از آنتی‌بیوتیکها جهت پیشگیری و درمان عفونت‌های باکتریایی استفاده می‌شود. باکتری‌ها در صنایعی مانند تصفیه فاضلاب، پاک‌سازی آلودگی‌های نفتی، تولید پنیر و ماست از راه تخمیر، بازیافت زباله‌ها و استخراج طلا، پالادیم، مس و سایر فلزات از معادن و همچنین در زیست‌فناوری، تولید آنتی‌بیوتیک‌ها و مصارف دارو و درمانی سایر مواد شیمیایی اهمیت دارند.

## پراکندگی در طبیعت
باکتری‌ها به شکل معلق در هوا، بر روی سطوح مختلف، درون غذاها، یخ‌های قطبی، عمق پوسته زمین، چشمه‌های آب‌گرم و حتی ضایعات هسته‌ای و تقریباً در هر نقطه از زمین یافت می‌شوند. به‌طور معمول در هر گرم خاک، ۴۰ میلیون و در هر میلی‌لیتر از آب‌های سطحی و زیرزمینی، یک میلیون باکتری و در مجموع تقریباً پنج نانیلیون باکتری بر روی زمین وجود دارد که تودهٔ زنده‌ای بیش از مجموع وزن گیاهان و جانوران را شامل می‌شود در بدن هر انسان تقریباً ده برابر تعداد سلول‌های بدن، باکتری‌های فلور طبیعی بدن وجود دارند که بسیاری از آن‌ها باکتری‌های روی پوست یا فلور روده هستند. تعداد بسیار زیادی از باکتری‌های موجود در بدن به دلیل اثرات حفاظتی دستگاه ایمنی، بی‌زیان بوده و تعداد کمی نیز سودمند هستند.

## طبقه‌بندی
طبقه‌بندی باکتری‌ها در سال‌های گذشته بر اساس برخی از ویژگی‌های آن‌ها مانند نوع ساختار سلولی، نحوهٔ متابولیسم آن‌ها یا بر اساس شباهت‌ها و تفاوت‌های اجزای سلولی مانند نوع دی‌ان‌ای، اسیدهای چرب، رنگدانهها، آنتی‌ژنها و کینونها صورت می‌گرفت. امروزه با پیشرفت تکنیک‌های زیست‌شناسی مولکولی عمدتاً از روش‌های دقیق‌تر تبارزایی مولکولی مانند توالی‌یابی دی‌ان‌ای و محاسبهٔ نسبت سیتوزین به گوانین برای طبقه‌بندی باکتری‌ها استفاده می‌شود. سلول‌های باکتریایی برخلاف سلول‌های گیاهی و جانوری و سایر یوکاریوتها، دارای هسته نیستند و به ندرت دارای اندامک‌های پیوند یافته به غشای سلولی هستند. گرچه اصطلاح باکتری‌ها به شکل سنتی شامل تمامی پروکاریوتها بود، در دههٔ ۱۹۹۰ پس از کشف این موضوع که پروکاریوت‌ها دارای دو گروه موجود زنده هستند که به شکل کاملاً جدا از هم از یک نیای مشترک تکامل یافته‌اند، طبقه‌بندی علمی جانداران نیز تغییر کرد. این بالافرمانرو (قلمرو) یا حوزهٔ تکاملی را باکتری‌ها و آرکی‌ها یا باکتری‌های باستانی تشکیل می‌دهند.

## تاریخچهٔ تکاملی
این‌که پروکاریوت‌ها یا یوکاریوت‌ها، کدام‌یک زودتر بر روی کره زمین ظاهر شده‌اند، کاملاً مشخص نیست. اما مطالعات تفاوت‌های ژنتیکی بین یوباکتریها، آرکی‌ها و یوکاریوت‌ها نشان می‌دهد که هر سه گروه، از نیای مشترکی مشتق شده‌اند. باکتری‌ها براساس شکل به ۶ گروه تقسیم می‌شود. پنج گروه اول را باکتری‌های پست و گروه ششم را باکتری‌های عالی گویند.

## نام‌گذاری باکتری‌ها
سیستم دوتایی (سرده/گونه)، یک سیستم بین‌المللی نامگذاری علمی گونه‌ها است که بر حسب قواعد و کدهای بین‌المللی علامت‌گذاری می‌شود. (به‌عنوان نمونه: Psuedomonas aeruginosa.) نام اول که همیشه با حرف بزرگ شروع می‌شود، نشانگر سرده و نام دوم نشانگر گونه است. هر دو نام همواره با حروف ایتالیک نوشته می‌شوند. سرده نشانگر مجموعهٔ گونه‌های مشابه است. گونه نشانگر نسل‌هایی با درجهٔ بالایی از مشابهت است که متفاوت از نسل‌های دیگر هستند.
نامگذاری دوتایی می‌تواند نشان‌دهندهٔ شکل باکتری (Streptococcus,Stph, Bacillus)، کاشف آن (Escherichia, Dr.Escheric)، ویژگی متابولیک باکتری (Staph aures) یا نام بیماری مربوط به باکتری (Klebsiella pneumonia) باشد. این شیوهٔ نامگذاری به دانشمندان فرصت تبادل دقیق دانش را می‌دهد.

## اندازهٔ باکتری‌ها
باکتری‌ها جانداران بسیار ریزی هستند و یکای اندازه‌گیری آن‌ها میکرون است. اندازهٔ طبیعی و معمول باکتری‌هایی که دارای دگرگشت مستقلی هستند، ۱–۵۰ میکرون است؛ ولی بازهٔ اندازهٔ آن‌ها را می‌شود ۱–۱۵ میکرون دانست.

## ساختمان باکتری
ژنوم باکتری‌ها عموماً از یک دی‌ان‌ای تشکیل شده است. کروموزوم‌های باکتری از نوع دی‌ان‌ای حلقوی هستند.

در باکتری‌ها واکوئل دیده نمی‌شود. بیشتر آن‌ها بدون کلروفیل هستند و سوخت‌وساز خود را از راه شیمیوسنتز انجام می‌دهند. باکتری‌ها به‌دلیل این‌که هستهٔ سازمان‌یافته و مشخصی ندارند، میوز، میتوز و تولیدمثل جنسی نمی‌کنند. تنها نوع تقسیم سلولی در آن‌ها تقسیم دوتایی است که آن نیز پس از همانندسازی دی‌ان‌ای و مضاعف شدن کروموزوم‌ها صورت می‌گیرد. 

بازهٔ اندازه‌های پروکاریوت‌ها، در مقایسه با دیگر جانداران و مولکول‌های زیستی

## انواع باکتری‌ها
باکتری‌ها براساس رنگ‌پذیری در برابر رنگ‌آمیزی گرم (گرم-منفی یا گرم-مثبت)، شکل (کوکسی، باسیل، کوکوباسیل، ویبریو، اسپریل و اسپیروکت)، متابولیسم (بی‌هوازی، هوازی، بی‌هوازی اختیاری و…) تقسیم‌بندی می‌شوند.
- باکتری‌های گرم منفی شامل سه شاخه اصلی پروتئوباکتریا، تراباکتریاها (Terrabacteria) و گروه چهارم باکتری‌ها BV4 (مانند باکتروئیدها، اسپیروکتها، اسیدوباکتریا، فوزوباکتریا و کلامیدیا) است. (هرچند برخی فیرمیکوت‌ها نیز گرم-منفی هستند)
- باکتری‌های گرم مثبت به دو شاخهٔ فیرمیکوت‌ها و اکتینوباکترها تقسیم می‌شوند. فیرمیکوت‌ها به چهار رده تقسیم می‌شوند: باسیل‌ها، کلوستریدیا، رده Erysipelotrichia و رده Negativicutes و شاید رده‌های Thermolithobacteria و Mollicutes؛ اکتینوباکترها را نیز به پنج راسته تقسیم‌بندی می‌شوند.

### باکتری‌های پست
این باکتری‌ها تک‌یاخته‌ای بوده و اگر کروی یا بیضوی باشند، کوکوس و اگر میله‌ای شکل یا دراز باشند، باسیل و اگر خمیده باشند ویبریون و چنانچه مارپیچی شکل و غیرقابل انعطاف باشند، اسپریل و اگر فنری و قابل انعطاف باشند، اسپیروکت نامیده می‌شوند.

### باکتری‌های عالی یا رشته‌ای
این باکتری‌ها رشته مانند و اغلب غلاف‌دار هستند و اغلب اوقات شاخه‌های حقیقی ایجاد کرده، میسلیوم تشکیل می‌دهند و چون تشکیلات منشعب ایجاد می‌کنند، بنابراین پرتوقارچ (اکتینومیست) نامیده می‌شود. البته شماری پرتوقارچ‌ها را در ردهٔ قارچها دسته‌بندی می‌کنند.

## جاگیری باکتری‌ها در کنار هم
نحوهٔ قرارگیری باکتری‌ها در کنار هم از اهمیت بسیاری برخوردار است.
دیپلوکوکوس: به دو کوکسی که کنار هم دوبه‌دو جا گرفته‌اند گفته می‌شود. همانند پنوموکوک و گونوکوک.
استرپتوکوک: تقسیمات یاخته‌ای در یک سطح انجام می‌شود و دو باکتری به دنبال هم به شکل رشته‌ای جای می‌گیرند.
تتراد: اگر تقسیم در دو سطح عمود برهم باشد اشکال چهارتایی به وجود می‌آید.
سارسین: تقسیم یاخته در سه سطح عمود برهم انجام می‌شود و توده‌های هشت تایی شبیه پاکت پستی به وجود می‌آید.
استافیلوکوک: تقسیمات یاخته به‌طور نامنظم در سطوح مختلف انجام می‌گیرد و اشکالی شبیه به خوشه انگور به وجود می‌آید.
کوکوباسیل: حدواسط کوکسی‌ها و باسیل‌ها هستند.
شکل باکتری‌ها متناسب با محیط کشت، واکنش‌هایشان، حرارت، مواد خوراکی و سن باکتری است.

## ساختار باکتری‌ها
سلول‌های باکتریایی پروکاریوت هستند که هیچ اندامکی ندارند و از غشا و سیتوپلاسم تشکیل شده است به علاوه دیوارهٔ سلولی باکتریایی که در بیشتر باکتری‌ها وجود دارد و جنس آن پپتیدوگلیکانی است.

### هسته
باکتری‌ها هستهٔ سازمان‌یافته ندارند و آران‌ای و پروتئینهای همراه آن درون ناحیهٔ هسته‌مانندی با نام ناحیهٔ نوکلئوئیدی قرار گرفته‌اند و اجزای سلولی آن‌ها در سیتوپلاسم پراکنده‌اند. بر سر وجود یا وجود نداشتن هسته در باکتری بحث‌ها و اختلاف نظرهای فراوانی وجود داشته و دارد. اما در سال ۱۹۶۰، روبینو پژوهشگر انگلیسی توانست با روش رنگ‌آمیزی «فولگن» (Feulgen)، هستهٔ برخی از باکتری‌ها مانند باسیل‌های اشریشیا کلی و پروتئوس را رنگ و مشاهده کند و از آن‌ها عکس بردارد.

### سیتوپلاسم
سیتوپلاسم باکتری‌ها را با «رنگ‌آمیزی حیاتی» (Vital Stain) و میکروسکوپ الکترونی بررسی کرده‌اند و دریافته‌اند که سیتوپلاسم آن‌ها از یک سیستم اسفنجی کلوئیدی تشکیل شده که با رنگ‌های اسیدی رنگ می‌گیرد.
سیتوپلاسم باکتری دارای موادی مانند آب، نمک (املاح)، مواد محلول و نامحلول و اجزایی مانند سیتوسل، ماده وراثتی و ریبوزوم است. واکنش‌های زیستی باکتری که بسیاری از آن‌ها در سیتوپلاسم انجام می‌شوند، پیوسته در حال دگرگونی هستند.

غشا و دیوارهٔ سلولی باکتری گرم-منفی

### غشای سلولی
غشای سلولی حصار نازکی است که ۸–۶ نانومتر ضخامت دارد و ساختار آن از دولایهٔ لیپیدی به همراه پروتئین تشکیل شده است. غشای باکتری سلول را احاطه کرده و سیتوپلاسم را از محیط پیرامون سلول جدا می‌کند. درصورت پاره شدن این غشا، تمامیت سلول از بین رفته، سیتوپلاسم به بیرون نشت کرده و سلول می‌میرد. غشای سیتوپلاسمی محافظت کمی در برابر لیز اسمزی ایجاد می‌کند، اما سدی با تراوایی انتخابی است.

### دیوارهٔ سلول
از آن‌جا که غلظت برخی از مواد محلول در سلول باکتری (مانند کربوهیدراتها و اسیدهای آمینه) گاه تا ۵۰ برابر محیط بیرونی‌ست، غشای سلولی به تنهایی نمی‌تواند این اختلاف غلظت را تحمل کند؛ بنابراین پردهٔ دیگری در محیط خارج آن وجود دارد که خود از چندین لایه تشکیل شده که «دیوارهٔ سلولی» نام دارد. ضخامت این دیواره در باکتری‌های گوناگون متفاوت است و بازهٔ کلفتی آن، ۱۰۰–۲۰۰ نانومتر است. این دیواره ۱۰–۴۰ درصد وزن خشک باکتری را تشکیل می‌دهد.
دیوارهٔ سلولی شکل و اسکلت باکتری را حفظ می‌کند و سبب استقامت باکتری در برابر شرایط بد محیطی می‌شود. در صورت نبود دیوارهٔ سلولی، شکل اصلی باکتری از دست می‌رود و به دانه‌های گردی به‌نام اسفروپلاست تبدیل می‌شود. برخی از آنتی‌بیوتیکها بر دیوارهٔ سلولی اثر می‌کنند.
دیوارهٔ سلولی جای برخی از آنتی‌ژن‌ها است. گیرندهٔ باکتریوفاژ بر روی دیوارهٔ سلولی باکتری‌هاست. دیوارهٔ سلولی در برخی باکتری‌ها فعالیت اندوتوکسینی دارد.
در برخی از زنجیره‌های تتراپپتیدی بسیاری از باکتری‌های گرم-منفی و برخی از باکتری‌های گرم-مثبت، دی‌آمینوپیملیک اسید (پیش‌ساز لیزین) وجود دارد.
دیوارهٔ سلولی همهٔ باکتری‌های گرم-مثبت «تیکوئیک‌اسید» دارد که به غشای سلولی باکتری متصل می‌شود.

#### ساختار دیوارهٔ باکتری‌های گرم مثبت
دیوارهٔ سلولی باکتری‌های گرم مثبت لایهٔ پپتیدوگلیکانی (مورینی) کلفتی (۲۰–۸۰ نانومتر) دارد که از زنجیرهایی با زیرواحدهای ان-استیل‌گلوکزآمین و ان-استیل‌مورامیک اسید تشکیل شده است. به‌دلیل اتصال متقاطع زنجیرهای تتراپپتیدی، این لایه از استحکام بالایی برخوردار است. این زنجیرهای تتراپپتیدی با پل‌های اولیگوپپتیدی به زیرواحد ان-استیل‌مورامیک اسید متصل می‌شود.
زنجیرهای تتراپپتیدی و پل‌های اولیگوپپتیدی با یکدیگر آنتی‌ژن‌های ویژهٔ دیوارهٔ سلولی را تشکیل می‌دهند.
غشای سلولی: به‌صورت پردهٔ نازکی در داخل دیواره باکتری قرار دارد و متشکل از مولکول‌های چربی و پروتئینی است.
پوشینه یا کپسول: در بعضی از باکتری‌ها، غلاف ژلاتینی چسبناکی دیوارهٔ سلولی را احاطه کرده است که توسط باکتری‌ها ساخته شده و به خارج ترشح می‌گردد و جنس پوشینه بیشتر از پلی‌ساکاریدها همراه با مواد دیگر است.
تاژک: از واحدهای پروتئینی به نام فلاژین تشکیل شده و قابل ترمیم بوده و وسیلهٔ حرکت باکتری هستند. معمولاً طول آن چند برابر طول باکتری است. آرایش تاژک در باکتری‌های تاژک‌دار به صورت تک‌تاژکی، دوتاژکی و چندتاژکی سطحی است.
مویک یا پیلی: به دو صورت جنسی و چسبنده وجود دارد و در عمل تحرک، بی‌تأثیر است. پیلی در حقیقت به باکتری‌های دیگر می‌چسبد این اندامک باکتری باعث انتقال آن و اشتراک‌گذاری و انتقال دی‌ان‌ای باکتری‌ها طی فرایند هم‌یوغی باکتریایی است.
سیتوپلاسم
نیام‌تن (مزوزوم): از فرورفتگی غشای سیتوپلاسمی به درون سیتوپلاسم حاصل می‌شود و اغلب در محل تقسیم دیواره وجود دارند و در عمل همانندسازی دی‌ان‌ای، تقسیم یاخته‌ای و تبدیل باکتری به هاگ دخالت می‌کنند؛ و مزوزوم آن‌ها از دو قسمت ساخته شده است که یکی مزوزوم جداری (Septal Mesosome) و دیگری مزوزوم جانبی (Lateral Mesosome) است.
اجزای سیتوپلاسم: مواد ذخیره‌ای، ماده زمینه، کروماتومور، ماده ژنتیکی که دی‌ان‌ای آن‌ها غالباً به‌صورت کروموزوم تاخورده و به‌هم‌فشرده است.
با گذشت زمان، تکثیر و انباشته شدن مواد زائد و کاهش مواد غذایی سرعت تولیدمثل برابر با سرعت مرگ می‌شود.

## باکتری‌های مفید
اگرچه باکتری‌ها عموماً به‌عنوان عامل فساد مواد غذایی و بیماری شناخته می‌شوند، اما بسیای از باکتری‌ها مفیدند. بشر قرن‌ها از فواید باکتری‌ها در زندگی خود استفاده کرده است. باکتری‌ها در تهیه و پردازش فراورده‌های غذایی و شیمیایی و همچنین در شناسایی و استخراج معادن و پاکسازی محیط زیست کاربرد دارند. برخی مواد خوراکی مانند ماست، پنیر، سرکه و نوشیدنی‌های الکلی و آبجو حاصل فعالیت باکتری‌های تخمیرکننده هستند. استون و بوتانول مواد شیمیایی هستند که انواعی از باکتری‌های سردهٔ کلوستریدیوم آن‌ها را می‌سازند.
برخی باکتری‌ها به‌طور طبیعی در بدن انسان و سایر جانوران زندگی می‌کنند که فلور طبیعی نام می‌گیرند و عموماً هم‌زیستی دوسویه دارند. بسیاری از باکتری‌ها نیز از عوامل بهبود رشد گیاهان هستند. طیف وسیعی از باکتری‌ها نیز به‌عنوان بیمارگرهای گیاهی هستند و باعث ایجاد علام مختلفی در گیاهان مانند پژمردگی لکه برگی سوختگی سرشاخه و… می‌گردند.
باکتری‌های شیمیواتوتروف برای تخلیص عناصر معدنی مانند مس و اورانیوم کاربرد دارند. همچنین باکتری‌ها در پاکسازی آب‌ها و خاک‌های آلوده به آلاینده‌های نفتی و شیمیایی کاربرد وسیعی دارند.
از دیگر فواید باکتری‌ها استفاده از آن‌ها در مهندسی ژنتیک به منظور تولید فراوان ژن‌های مطلوب است که در تولید دارو و واکسن کاربرد دارد.

### باکتری‌های تولیدکننده انرژی
تولید سوخت‌های زیستی:
تعدادی از گونه‌های باکتریایی توانایی تولید سوخت‌های زیستی مانند هیدروژن و بوتانول را دارند. این میکروب‌ها می‌توانند از ضایعات کشاورزی و صنعتی به عنوان ماده اولیه استفاده کنند (منبع: Renewable and Sustainable Energy Reviews, 2023).
پیل‌های سوختی میکروبی:
فناوری جدیدی که از باکتری‌ها برای تولید مستقیم الکتریسیته استفاده می‌کند. این سیستم‌ها می‌توانند در تصفیه فاضلاب و همزمان تولید انرژی کاربرد داشته باشند (منبع: Biosensors and Bioelectronics, 2023).

## تولیدمثل باکتری
باکتری‌ها به روش‌های تقسیم دوتایی، هم‌یوغی، قطعه قطعه شدن یا به‌وسیله کنیدی و همچنین جوانه‌زنی تکثیر می‌یابند.
- در شرایط دشوار محیط زیست برخی باکتری‌ها توانایی ایجاد اسپور داخلی را دارند. اسپور داخلی سبب مقاومت باکتری در برابر عوامل نامساعد محیط می‌شود. هر باکتری فقط یک اسپور می‌سازد و از هر اسپور، یک باکتری به‌وجود می‌آید. استفاده اصطلاح هاگ برای باکتری کاملاً اشتباه است زیرا که هاگ یک ساختار تولیدمثلی برای گیاهان است و یک گیاه قادر است هزاران هاگ تولید کند درصورتی‌که باکتری با اسپورزایی فقط قادر به تولید یک باکتری است.

طبق یافته‌های اخیر محققان باکتری در تاریکی هوا تولید مثلشان دوبرابر می‌شود.

## معماران زیستی

### تولید مواد ساختمانی توسط میکروب‌ها
برخی گونه‌های باکتریایی توانایی تولید مواد معدنی پیچیده را دارند. این فرایند که به نام بیومینرالیزاسیون شناخته می‌شود، در طبیعت برای ساخت صدف‌ها و اسکلت‌های معدنی استفاده می‌شود. دانشمندان با مطالعه این مکانیسم‌ها، روش‌های جدیدی برای تولید مصالح ساختمانی توسعه داده‌اند (منبع: Nature Reviews Microbiology, 2021).

### کاربردهای مهندسی زیستی
امروزه از باکتری‌های تولیدکننده مواد معدنی در پروژه‌های عمرانی استفاده می‌شود. این فناوری می‌تواند ترک‌های بتن را به صورت خودکار ترمیم کند و استحکام سازه‌ها را افزایش دهد. همچنین در تثبیت خاک‌های سست و جلوگیری از فرسایش کاربرد دارد (منبع: Applied and Environmental Microbiology, 2022).

## ارتباطات باکتریایی

### سیستم سنجش حدنصاب
باکتری‌ها از طریق مولکول‌های سیگنالی با یکدیگر ارتباط برقرار می‌کنند. این سیستم که سنجش حدنصاب نام دارد، به میکروب‌ها امکان می‌دهد رفتارهای جمعی هماهنگ شده‌ای از خود نشان دهند. این مکانیسم در ایجاد بیماری‌ها و تشکیل زیست‌لایه‌ها نقش کلیدی دارد (منبع: Annual Review of Microbiology, 2023).

### کاربردهای پزشکی
درک این سیستم ارتباطی می‌تواند راه‌های جدیدی برای مبارزه با عفونت‌های باکتریایی ارائه دهد. دانشمندان در حال توسعه داروهایی هستند که این ارتباطات را مختل می‌کنند، بدون اینکه باکتری‌ها را از بین ببرند و باعث مقاومت آنتی‌بیوتیکی شوند (منبع: Cell Chemical Biology, 2023).

## باکتری‌های فضایی

### مقاومت در شرایط سخت
برخی گونه‌های باکتریایی توانایی زنده ماندن در شرایط شدید فضایی را دارند. این میکروب‌های شدیددوست می‌توانند در برابر تشعشعات شدید، خلأ فضا و دمای بسیار پایین مقاومت کنند (منبع: Astrobiology, 2022).

### پیامدهای اخترزیست‌شناسی
این یافته‌ها سوالات مهمی دربارهٔ امکان حیات در سایر سیارات مطرح می‌کند. همچنین برای محافظت از فضاپیماها در برابر آلودگی‌های میکروبی اهمیت دارد (منبع: Frontiers in Microbiology, 2023).

## باکتری‌های مفید روده

### اکوسیستم پیچیده میکروبیوم روده
روده انسان میزبان یکی از پیچیده‌ترین جوامع میکروبی شناخته شده در طبیعت است که شامل باکتری‌ها، ویروس‌ها، قارچ‌ها و آرکی‌ها می‌شود. این اکوسیستم که به نام میکروبیوتای روده شناخته می‌شود، حاوی حدود ۱۰۰ تریلیون میکروارگانیسم است که ۱۰ برابر بیشتر از تعداد کل سلول‌های بدن انسان تخمین زده می‌شود. تنوع گونه‌ای این میکروارگانیسم‌ها به حدی است که بیش از ۱۰۰۰ گونه مختلف باکتریایی در روده یک فرد سالم شناسایی شده‌اند. جالب توجه اینکه مجموع ژن‌های این میکروارگانیسم‌ها (میکروبیوم) حدود ۱۵۰ برابر بیشتر از ژنوم انسان است و این تنوع ژنتیکی نقش حیاتی در سلامت میزبان ایفا می‌کند (Sender et al. , 2016, Cell).
مطالعات متعددی نشان داده‌اند که ترکیب میکروبیوتای روده در هر فرد منحصر به فرد است و می‌تواند تحت تأثیر عوامل مختلفی از جمله ژنتیک، رژیم غذایی، محیط زندگی و سن قرار گیرد. این ترکیب منحصر به فرد به قدری اختصاصی است که برخی محققان آن را «اثر انگشت میکروبی» نامیده‌اند. تحقیقات اخیر نشان می‌دهد که حتی دوقلوهای همسان نیز دارای میکروبیوتای روده متفاوتی هستند که این موضوع اهمیت عوامل محیطی را در شکل‌گیری این جامعه میکروبی نشان می‌دهد (Rothschild et al. , 2018, Nature).

### نقش در سیستم ایمنی
باکتری‌های مفید روده نقش اساسی در توسعه و عملکرد سیستم ایمنی بدن ایفا می‌کنند. حدود ۷۰–۸۰٪ از کل سلول‌های ایمنی بدن در بافت‌های مرتبط با روده قرار دارند و این باکتری‌ها به‌طور مداوم با این سلول‌ها در تعامل هستند. تحقیقات نشان داده‌اند که موش‌های عاری از میکروب (Germ-free) دارای سیستم ایمنی توسعه نیافته‌ای هستند که این موضوع اهمیت میکروبیوتای روده در بلوغ سیستم ایمنی را نشان می‌دهد (Belkaid & Hand, 2014, Immunity).
این باکتری‌های مفید از طریق مکانیسم‌های مختلفی به تقویت سیستم ایمنی کمک می‌کنند. آنها قادر به تولید ترکیبات ضدالتهابی مانند اسیدهای چرب زنجیره کوتاه (SCFAs) هستند که می‌توانند پاسخ‌های التهابی را تنظیم کنند. همچنین، این باکتری‌ها با تحریک تولید آنتی‌بادی‌های ترشحی (IgA) و تقویت سد اپیتلیال روده، از بدن در برابر عوامل بیماری‌زا محافظت می‌کنند. مطالعات اپیدمیولوژیک ارتباط قوی بین اختلالات میکروبیوتای روده و بیماری‌های خودایمنی مانند آرتریت روماتوئید، دیابت نوع ۱ و بیماری‌های التهابی روده را نشان داده‌اند (Wu & Wu, 2012, Journal of Immunology).

### تولید مواد مغذی
باکتری‌های مفید روده عملکردی شبیه به یک کارخانه بیوشیمیایی پیچیده دارند که قادر به تولید و تبدیل انواع مواد مغذی ضروری هستند. این میکروارگانیسم‌ها می‌توانند ویتامین‌های ضروری مانند ویتامین K (که نقش کلیدی در انعقاد خون دارد) و برخی از ویتامین‌های گروه B (مانند بیوتین، فولات و ویتامین B12) را سنتز کنند. مطالعات نشان داده‌اند که در برخی موارد، میزان تولید این ویتامین‌ها توسط میکروبیوتای روده می‌تواند نیازهای روزانه بدن را به‌طور کامل تأمین کند (LeBlanc et al. , 2013, Frontiers in Physiology).
یکی از مهم‌ترین عملکردهای این باکتری‌ها، تجزیه فیبرهای غذایی غیرقابل هضم برای انسان است. این میکروارگانیسم‌ها آنزیم‌های خاصی دارند که قادر به شکستن پیوندهای پیچیده در ترکیباتی مانند سلولز، اینولین و پکتین هستند. محصول نهایی این فرایند تخمیر، اسیدهای چرب زنجیره کوتاه (SCFAs) مانند استات، پروپیونات و بوتیرات است که منبع انرژی اصلی برای سلول‌های پوششی روده بزرگ (کولونوسیت‌ها) محسوب می‌شوند. بوتیرات به ویژه نقش مهمی در حفظ سلامت روده دارد و نشان داده شده است که می‌تواند خطر ابتلا به سرطان کولون را کاهش دهد (Canani et al. , 2011, World Journal of Gastroenterology).

### ارتباط روده-مغز
محور روده-مغز یک سیستم ارتباطی دوطرفه پیچیده است که روده و سیستم عصبی مرکزی را به هم متصل می‌کند. باکتری‌های مفید روده از طریق این محور می‌توانند بر عملکرد مغز و رفتار تأثیر بگذارند. این میکروارگانیسم‌ها قادر به تولید و تنظیم سطح نوروترانسمیترهای مختلفی هستند. به عنوان مثال، حدود ۹۰٪ از سروتونین بدن (یک نوروترانسمیتر مهم در تنظیم خلق‌وخو) در سلول‌های انتروکرومافین روده تولید می‌شود و این فرایند تحت تأثیر مستقیم میکروبیوتای روده قرار دارد (Yano et al. , 2015, Cell).
مطالعات تجربی روی مدل‌های حیوانی نشان داده‌اند که تغییرات در ترکیب میکروبیوتای روده می‌تواند منجر به تغییرات رفتاری قابل توجهی شود. به عنوان مثال، انتقال میکروبیوتای روده از موش‌های مبتلا به اضطراب به موش‌های عاری از میکروب، منجر به بروز رفتارهای اضطرابی در موش‌های دریافت‌کننده شده است. همچنین، برخی تحقیقات بالینی ارتباط بین اختلالات میکروبیوتای روده و شرایط عصبی-روانی مانند افسردگی، اضطراب و حتی اختلالات طیف اوتیسم را نشان داده‌اند (Dinan & Cryan, 2017, Neuropsychopharmacology).

### تأثیر بر متابولیسم و وزن بدن
ترکیب میکروبیوتای روده در افراد چاق با افراد دارای وزن طبیعی تفاوت‌های قابل توجهی دارد. مطالعات نشان داده‌اند که انتقال میکروبیوتای روده از موش‌های چاق به موش‌های عاری از میکروب منجر به افزایش وزن قابل توجه در موش‌های دریافت‌کننده می‌شود، حتی زمانی که هر دو گروه رژیم غذایی یکسانی دریافت می‌کنند. این یافته‌ها نشان می‌دهد که میکروبیوتای روده می‌تواند مستقل از دریافت کالری بر متابولیسم انرژی تأثیر بگذارد (Turnbaugh et al. , 2006, Nature).
برخی گونه‌های باکتریایی مفید مانند بیفیدوباکتریوم و لاکتوباسیلوس می‌توانند با مکانیسم‌های مختلفی به کنترل وزن کمک کنند. این باکتری‌ها می‌توانند با افزایش مصرف انرژی، کاهش جذب کالری از غذاها و تنظیم هورمون‌های مرتبط با اشتها مانند لپتین و گرلین، بر تعادل انرژی بدن تأثیر بگذارند. همچنین، این میکروارگانیسم‌ها در تنظیم سطح قند خون و بهبود حساسیت به انسولین نقش دارند که برای پیشگیری و مدیریت دیابت نوع ۲ حائز اهمیت است (Kobyliak et al. , 2016, World Journal of Diabetes).

## ارجاعات
1. ↑  "Bacteria (eubacteria)". Taxonomy Browser. Archived from the original on 28 January 2013. Retrieved 2008-09-10.
2. ↑  «معنی باکتری | فرهنگ فارسی عمید». www.vajehyab.com. دریافت‌شده در ۲۰۲۱-۰۷-۲۷.
3. ↑  Bar-On, Yinon M.; Phillips, Rob; Milo, Ron (2018-06-19). "The biomass distribution on Earth". Proceedings of the National Academy of Sciences of the United States of America. 115 (25): 6506–6511. doi:10.1073/pnas.1711842115. ISSN 1091-6490. PMC 6016768. PMID 29784790.
4. ↑  ^ a b Rappé MS, Giovannoni SJ (2003). "The uncultured microbial majority". Annual Review of Microbiology 57: 369–94. doi:10.1146/annurev.micro.57.030502.090759. PMID 14527284
5. ↑  Dudek, Natasha K.; Sun, Christine L.; Burstein, David; Kantor, Rose S.; Aliaga Goltsman, Daniela S.; Bik, Elisabeth M.; Thomas, Brian C.; Banfield, Jillian F.; Relman, David A. (2017-12-18). "Novel Microbial Diversity and Functional Potential in the Marine Mammal Oral Microbiome". Current biology: CB. 27 (24): 3752–3762.e6. doi:10.1016/j.cub.2017.10.040. ISSN 1879-0445. PMID 29153320.
6. ↑  Fredrickson, James K.; Zachara, John M.; Balkwill, David L.; Kennedy, David; Li, Shu-mei W.; Kostandarithes, Heather M.; Daly, Michael J.; Romine, Margaret F.; Brockman, Fred J. (June 2004). "Geomicrobiology of high-level nuclear waste-contaminated vadose sediments at the hanford site, washington state". Applied and Environmental Microbiology. 70 (7): 4230–4241. doi:10.1128/AEM.70.7.4230-4241.2004. ISSN 0099-2240. PMID 15240306.
7. ↑  "2002 WHO mortality data". Retrieved 2007-01-20.
8. ↑  "Metal-mining bacteria are green chemists". ScienceDaily (به انگلیسی). Retrieved 2020-12-03.
9. ↑  Ishige T, Honda K, Shimizu S (2005). "Whole organism biocatalysis". Current Opinion in Chemical Biology 9 (2): 174–80. doi:10.1016/j.cbpa.2005.02.001. PMID 15811802
10. ↑  Fredrickson, James K.; Zachara, John M.; Balkwill, David L.; Kennedy, David; Li, Shu-mei W.; Kostandarithes, Heather M.; Daly, Michael J.; Romine, Margaret F.; Brockman, Fred J. "Geomicrobiology of high-level nuclear waste-contaminated vadose sediments at the hanford site, washington state". Applied and Environmental Microbiology. 70 (7): 4230–4241. doi:10.1128/AEM.70.7.4230-4241.2004. ISSN 0099-2240. PMID 15240306.
11. ↑  ^ Whitman WB, Coleman DC, Wiebe WJ (1998). "Prokaryotes: the unseen majority". Proceedings of the National Academy of Sciences of the United States of America 95 (12): 6578–83. Bibcode 1998PNAS...95.6578W. doi:10.1073/pnas.95.12.6578. PMC 33863. PMID 9618454.
12. ↑  ^ Whitman WB, Coleman DC, Wiebe WJ..
Prokaryotes: the unseen majority.
Proc Natl Acad Sci U S A. 1998 Jun 9;95(12):6578-83.
13. ↑  Sears CL (2005). "A dynamic partnership: celebrating our gut flora". Anaerobe 11 (5): 247–51. doi:10.1016/j.anaerobe.2005.05.001. PMID 16701579
14. ↑  Boucher, Yan; Douady, Christophe J.; Papke, R. Thane; Walsh, David A.; Boudreau, Mary Ellen R.; Nesbø, Camilla L.; Case, Rebecca J.; Doolittle, W. Ford (2003). "Lateral gene transfer and the origins of prokaryotic groups". Annual Review of Genetics. 37: 283–328. doi:10.1146/annurev.genet.37.050503.084247. ISSN 0066-4197. PMID 14616063.
15. ↑  Thomson, R. B.; Bertram, H. (دسامبر ۲۰۰۱). "Laboratory diagnosis of central nervous system infections". Infectious Disease Clinics of North America. 15 (4): 1047–1071. doi:10.1016/s0891-5520(05)70186-0. ISSN 0891-5520. PMID 11780267.
16. ↑  Woese CR, Kandler O, Wheelis ML (1990). "Towards a natural system of organisms: proposal for the domains Archaea, Bacteria, and Eucarya". Proceedings of the National Academy of Sciences of the United States of America 87 (12): 4576–9. Bibcode 1990PNAS...87.4576W. doi:10.1073/pnas.87.12.4576. PMC 54159. PMID 2112744.
17. ↑  «bacterial genome». Department of Microbiology. cornell university. دریافت‌شده در ۱۰ فوریه ۲۰۲۱.
18. ↑  Ciccarelli FD, Doerks T, von Mering C, Creevey CJ, Snel B, Bork P (2006). "Toward automatic reconstruction of a highly resolved tree of life". Science. 311 (5765): 1283–7. Bibcode:2006Sci...311.1283C. doi:10.1126/science.1123061. ISSN 0036-8075. PMID 16513982.{{cite journal}}:  نگهداری یادکرد:نام‌های متعدد:فهرست نویسندگان (link)
19. ↑  میکروبیولوژی براک جلد اول. به کوشش مایکل تی مادیگان، توماس. دی براک، غلامرضا زرینی (مترجم).